# Balsjön, Jämtland
Balsjön är en sjö i Bräcke kommun i Jämtland och ingår i Ljungans huvudavrinningsområde. Sjön är 6,5 meter djup, har en yta på 0,551 kvadratkilometer och är belägen 272 meter över havet. Sjön avvattnas av vattendraget Ljungån.

## Delavrinningsområde
Balsjön ingår i det delavrinningsområde (698515-152074) som SMHI kallar för Utloppet av Balsjön. Medelhöjden är 313 meter över havet och ytan är 4,72 kvadratkilometer. Räknas de 48 avrinningsområdena uppströms in blir den ackumulerade arean 391,38 kvadratkilometer. Ljungån som avvattnar avrinningsområdet har biflödesordning 3, vilket innebär att vattnet flödar genom totalt 3 vattendrag innan det når havet efter 143 kilometer. Avrinningsområdet består mestadels av skog (80 procent). Avrinningsområdet har 0,55 kvadratkilometer vattenytor vilket ger det en sjöprocent på 11,6 procent.